# Ingrid De Vuyst
Ingrid De Vuyst (België, 11 november 1963) is een Belgisch plastisch kunstenares, schilderes, illustratrice, stripauteur en inkleurster. 
De Vuyst studeerde in Sint-Jans-Molenbeek kunsthumaniora en behaalde haar Graduaat Plastische Kunsten. Zij werkte bij de grafische dienst van de BRT, totdat zij in 1986 zich als onafhankelijk artieste vestigde. De Vuyst is gespecialiseerd als portret- en dierenschilderes.
Sinds 2007 verzorgt De Vuyst inkleuringen van enige albums in reeksen bedacht door Jacques Martin, te weten Monsieur, broer van de koning (2009) en De Apollo (2012) in de reeks Loïs (getekend door Olivier Pâques) en de herziene uitgave van Pompeii in de reeks De reizen van Alex (getekend door Marc Henniquiau).
De Vuyst verzorgde ook onder meer inkleuringen van het tweede album (2010) in de reeks Medea getekend door Ersel en het tweede (2013) en derde (2015) album in de reeks Sparta getekend door Christophe Simon.
Sinds 2017 tekent De Vuyst haar eigen stripreeks Blauwe Bliksem op scenario van Staf Sunaert. De reeks telt anno 2020 drie albums.
De Vuyst is ook actief als mede-organistor van het jaarlijkse stripfestival in Geraardsbergen.
- International Standard Name Identifier: 0000 0003 9136 7141
- Virtual International Authority File: 285169380